# Foi
Pour les articles ayant des titres homophones, voir Foy, Foie, Foix et Fois.
Pour les articles homonymes, voir Foi (homonymie).
Le mot foi vient du latin fides qui signifie « confiance ». La foi désigne étymologiquement le fait d'avoir confiance en quelque chose ou quelqu'un. Il s'agit d'un concept philosophique, mais de façon élargie ce terme rejoint également la notion de croyance, quand il est relatif à des religions.

## Définition

### Définition générale
Le mot foi se retrouve dans certaines expressions : agir de bonne foi ; la foi des traités, ou encore dans le langage technique : la ligne de foi d’une boussole . En ce sens, le mot a également une définition juridique.
Le terme permet aussi de qualifier la fidélité à un engagement ainsi que la confiance absolue, soit en une personne, soit en une affirmation garantie par un témoignage ou un document sûr.

### Concept
En philosophie, le mot foi permet de qualifier un sujet, auquel l’esprit adhère fermement, de façon aussi forte que celle qui constitue la certitude, mais quand la pensée résulte de la foi, elle ne peut pas être justifiée par une démonstration. Le mot peut alors, dans cette acception, être synonyme du mot croyance et opposé au concept du savoir. Cependant, la foi ne s’oppose pas au savoir ni à la raison. Elle repose sur des vérités, ayant une attestation de confiance, mais dont il pourrait être vain de vouloir en établir la preuve par des raisonnements. Ainsi, la citation de Blaise Pascal, extraite de son ouvrage intitulé Pensées, publié en 1670 :

« on ne prouve pas qu’on doit être aimé, en exposant d’ordre, les causes de l’amour ; cela serait ridicule. »

Le mot foi est parfois défini sans tenir compte de son aspect affectif et unitaire. La foi augmente notre connaissance, parce qu'elle donne accès à certaines vérités par la sympathie, la confiance, la pensée aimante. En ce sens, elle se distingue de la croyance, qui est plutôt cognitive et logique, et qui n'est qu'une forme partielle de la foi. Tandis qu'on parle de foi lorsqu'il s'agit d'un amour fondé en raison, associé à la spiritualité, qui aboutit à un savoir réaliste.

## Histoire

### Philosophie de l'Antiquité: Platon et Aristote
Dans la philosophie de l'Antiquité, le mot fides évoque la confiance que l'on peut avoir en quelqu'un ou, comme une analyse récente le présente comme « la vertu de la fiabilité morale et civique »,. D'après Platon, le mot pistis (équivalent du latin fides et du français foi) désigne un des modes de connaissance du réel. La certitude peut se réduire à ce qui est évident - ce peut être la position d'une forme de scepticisme, qui ne « croit que ce qu'il voit », et révoque en doute tout ce qui n'est pas tangible. Inversement, le sentiment d'évidence peut englober tout le champ de la certitude; c'est, par exemple, la position du fondamentalisme religieux, pour qui rien de ce qui est objet de foi et son cadre suivant le dogme et la doctrine, ne peut être entaché de doute. Le monde platonicien se divise en deux parties : le monde visible, et le monde intelligible qui est le monde des idées. Le premier appelle le second : c’est en partant de l’observation du réel qu’on peut avoir accès aux Idées du monde supérieur. Chacun de ces deux domaines est lui-même divisé en deux. Le monde connaissable est donc divisé en quatre parties : les images, les objets, les idées inférieures et les idées supérieures ; à chacune de ces parties appartient un mode de connaissance spécifique : aux images, la conjecture (eikasia) ; aux objets, la foi (pistis) ; aux idées inférieures, la connaissance discursive (dianoia) ; aux idées supérieures, l’intelligence (nous). Platon résume cela dans un schéma linéaire, auquel on donnera par la suite le surnom d’analogie de la ligne.
Aristote y voit l'adhésion qu'un orateur persuasif et talentueux obtient de son auditoire. La foi-pistis est la force de conviction et le socle de croyances communes. Aristote rapproche le mot pistis du verbe peithomai, qui signifie persuader, convaincre un interlocuteur. Son point de départ est donc une réflexion sur le discours et le langage. Tout discours, pour Aristote, repose sur un socle de convictions que partagent l'orateur et son auditoire. La pistis aristotélicienne est donc à la fois force de conviction, ensemble de croyances communes qui forment le socle de la réflexion, et confiance accordée à l’orateur : « Si notre connaissance, notre croyance, provient de prémices premières, ce sont celles-ci que nous connaissons le mieux et auxquelles nous croyons davantage, parce que c’est par elle que nous connaissons les conséquences » (Seconde Analytique, 72a 30). Pour Aristote en effet, nous ne pouvons raisonner que parce que nous partageons des convictions communes. Ces convictions sont préalables à toute démarche scientifique. Ainsi, le soleil nous paraît plus petit que la terre : pourtant, nous savons qu'il est plus grand (De anima III, 3, 428 b4) ; une telle foi n'est fondée sur aucune expérience mais est indispensable à tout ce que nous pouvons dire à propos du cosmos.
Ni Platon, ni Aristote n'imaginent que la foi ait une quelconque dimension religieuse, car pour eux le religieux est d'un autre domaine : celui de la crainte et du respect dû aux divinités. Toutefois, les premiers théologiens chrétiens (les Pères de l'Église), soucieux d'établir un dialogue avec la philosophie, auront soin de montrer que les deux grands penseurs de l'Antiquité connaissaient la foi et en faisaient usage dans leurs travaux. Ce souci apologétique aura pour le christianisme une conséquence décisive : la foi, qui relève, dans la Bible, d'une confiance en Dieu, sera désormais comprise comme une démarche de l'intelligence. L'accent va être alors mis sur la dimension intellectuelle et rationnelle de l'acte de foi.[réf. nécessaire]

### Foi et religions
Quand il s’agit de foi religieuse, le terme est usuellement opposé à celui de raison. Au XVIIe siècle, les auteurs distinguaient la foi religieuse qualifiée de divine et la foi humaine qui consiste à croire sur le témoignage des hommes et des femmes. Cette distinction se retrouve par exemple dans l'ouvrage intitulé : La logique ou l'art de penser, édité pour la première fois en 1662. Le chapitre douze de la quatrième partie est intitulé « De ce que nous connaissons par la foi, soit divine soit humaine ». De même, cette citation de Jacques-Bénigne Bossuet, extraite de son ouvrage intitulé Connaissance de soi et connaissance de Dieu, aborde la différence entre les deux :

« lorsqu’on croit quelque chose sur le témoignage d’autrui, ou c’est Dieu qu’on en croit, et alors c’est la foi divine : ou c’est l’homme, et alors c’est la foi humaine. La foi divine n'est sujette à aucune erreur parce qu'elle s'appuie sur le témoignage de Dieu, qui ne peut tromper ni être trompé. La foi humaine, dans certains cas, peut aussi être indubitable, quand ce que les hommes rapportent passe pour constant dans tout le genre humain, sans que personne le contredise : par exemple, qu'il y a une ville nommée Alep. »

Dans un contexte de sécularisation, la foi formulée dans les textes de la religion catholique, peut devenir synonyme de confiance. Ainsi, de nombreux auteurs (ex. : Joseph Murphy) estiment que la « foi » toute-puissante dont il est question dans l'Évangile (« Ta foi t'a sauvé », la « foi qui soulève les montagnes ») est une simple question de confiance dans la vie, et non de confiance en Dieu dans le cadre d'une religion.[réf. nécessaire]
Le terme croyance désigne (par métonymie) ce que l'on croit, c'est-à-dire l’objet d'une croyance. Le concept philosophique de croyance fait partie de la théorie de la connaissance. Les croyances, qu’elles soient religieuses, superstitieuses ou autres, sont aussi un objet d'étude de l'anthropologie culturelle. La science, n'étant pas une croyance mais une somme de savoirs vérifiés, partagés et modifiables, ne peut être classée parmi les croyances.[réf. nécessaire]

### Pratique religieuse de la foi
Lorsqu'on parle d'acte de foi, on parle de sa manifestation à l'égard d'une personne, d'une croyance ou d'une idée. Il peut s'agir de l'expression symbolique de la foi religieuse, exprimée en général sous forme de prière.
Dans le domaine religieux, la foi induit souvent une dévotion et des comportements, qui prennent une forme symbolique. La foi est la condition de toute religion et la motivation de sa pratique, cependant, la pratique religieuse associée à la foi peut prendre différentes formes, qu'on qualifie alors de culte.[réf. nécessaire]

## Représentation allégorique de la foi dans les arts

### Art chrétien
Dans la religion chrétienne, la foi est une des trois vertus théologale avec l'espérance et la charité. C'est pourquoi, ce thème a inspiré de nombreux artistes. L'allégorie de la foi, dans l'art sacré, est souvent représentée par une femme tenant une croix et un calice, ou bien simplement par une femme (dans la sculpture de l'opéra de Paris par exemple), comme on peut le voir sur les illustrations ci-dessous :

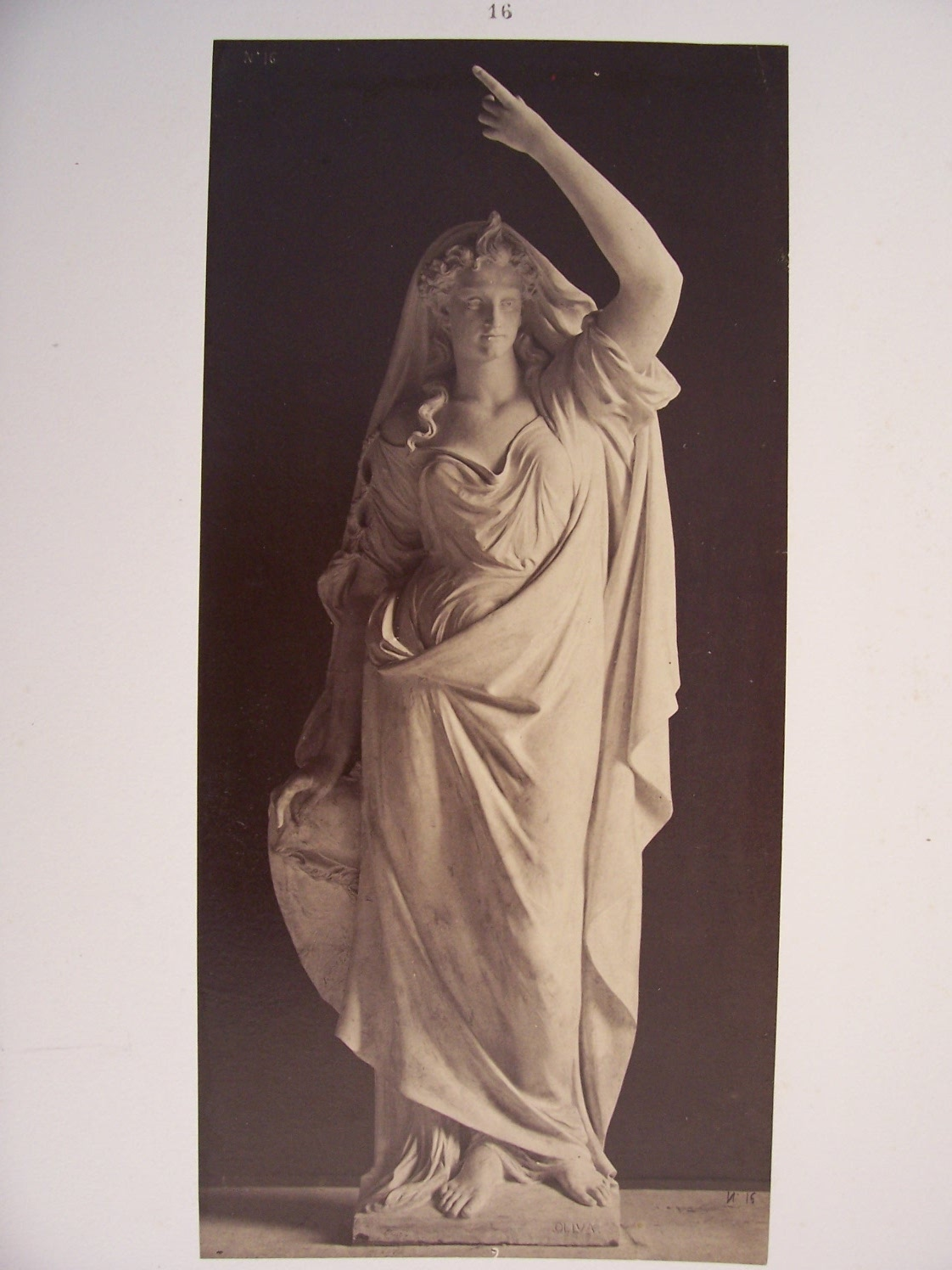
La Foi. Statue d'Alexandre Oliva pour l'Opéra de Paris (1875). Photo Durandelle.
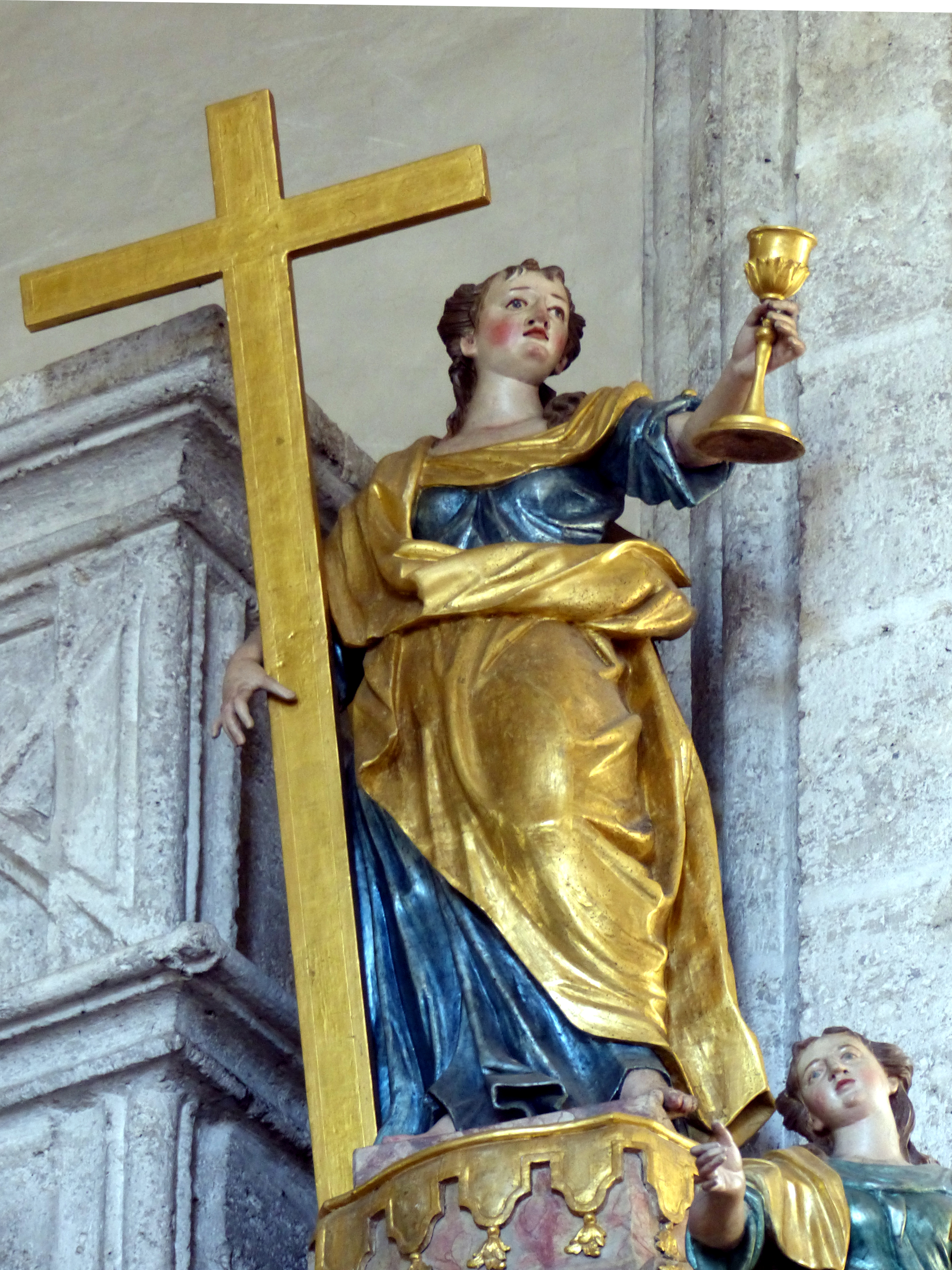
Sculpture allégorie, art baroque (Autriche).
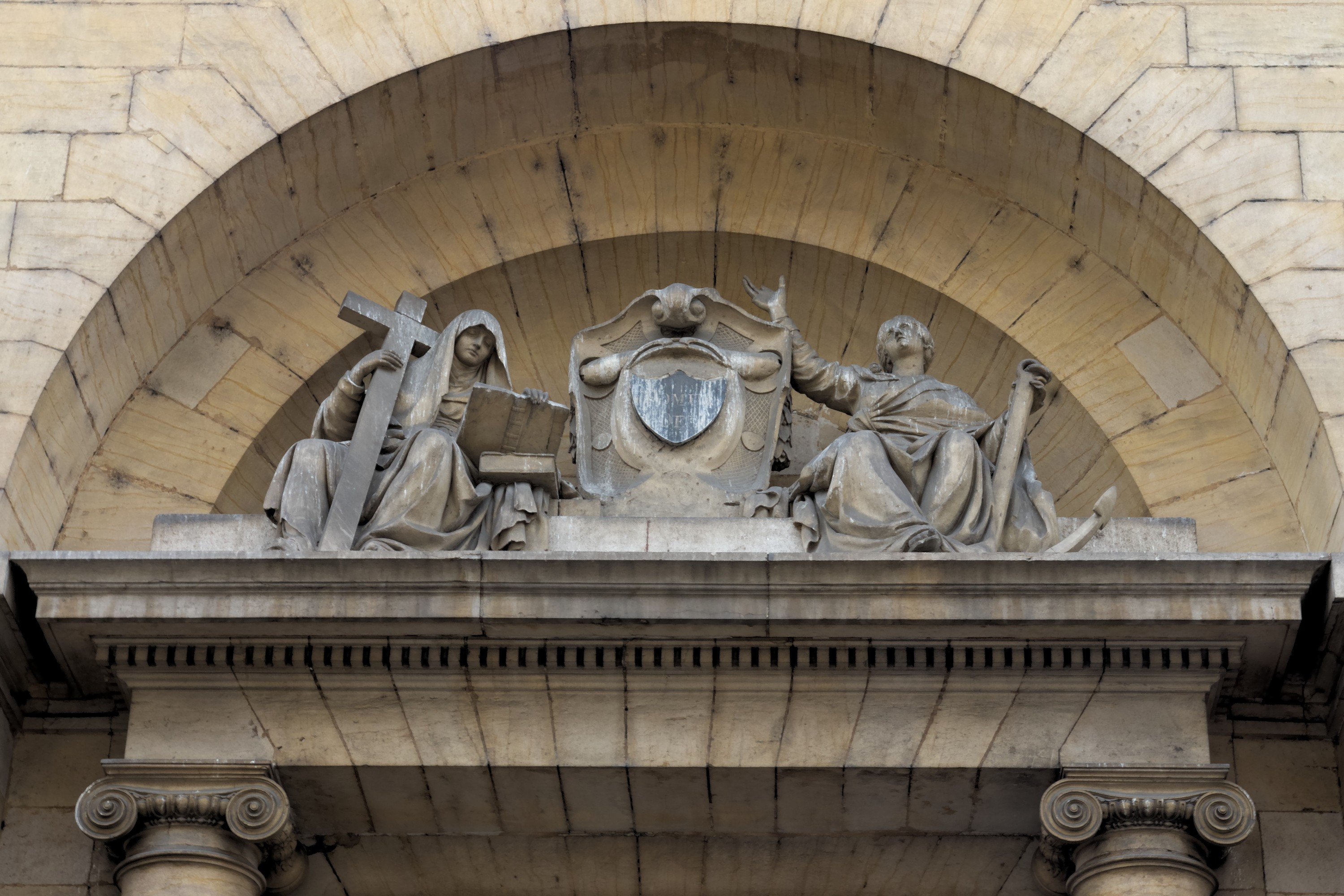
Allégories de la foi et de l'espérance par Johann Joseph Söntgen (Nancy).
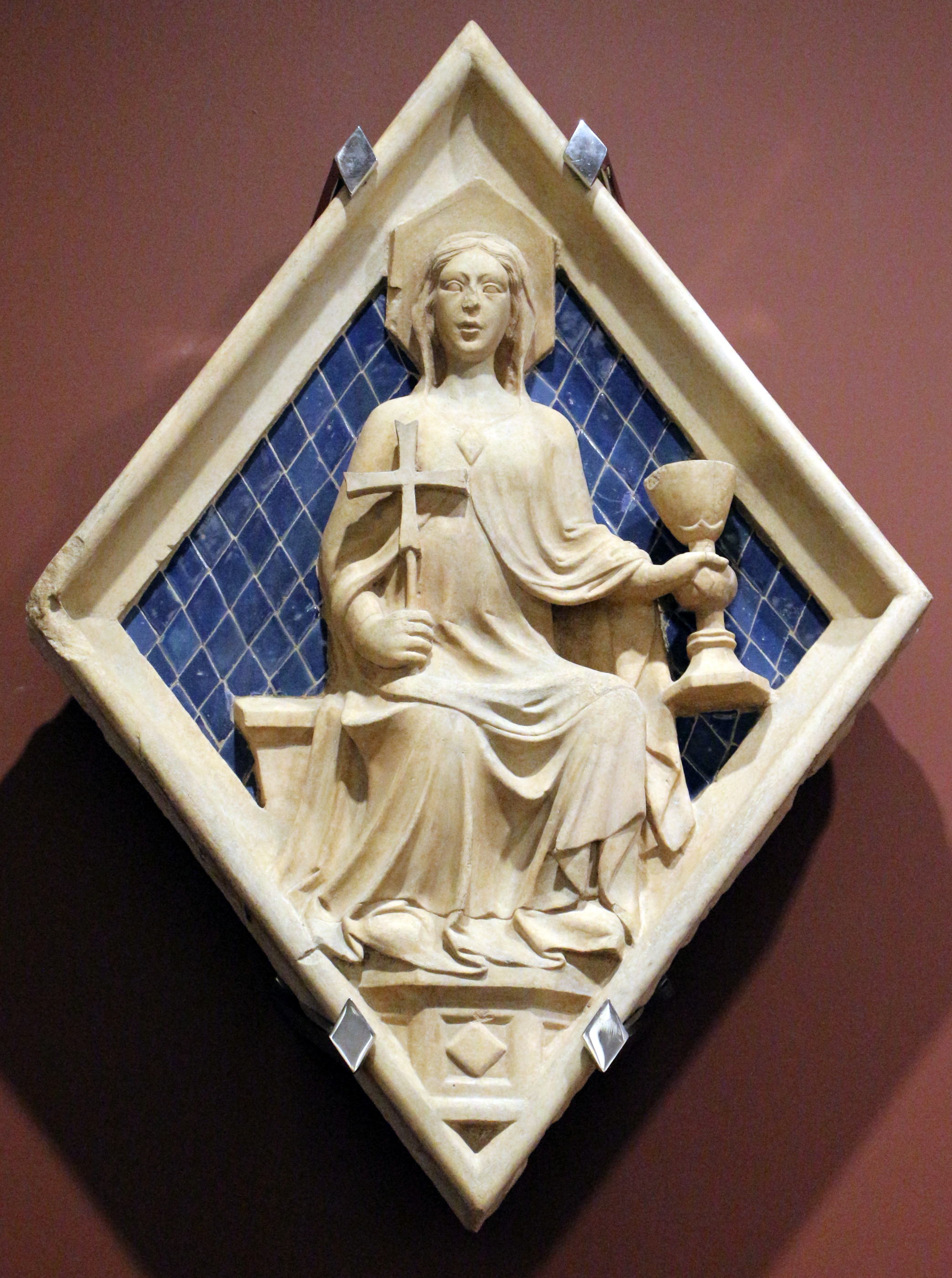
La foi (allégorie) sculptée sur le Campanile de Giotto (Florence).